# История Канады
История Канады — история страны, которая занимает северную часть североамериканского континента. 
Первоначально страна была населена автохтонным населением, затем Канада благодаря иммиграции из Европы превратилась в официально двуязычную федерацию, мирным путём добилась независимости от Королевства Великобритании. 
Первыми европейскими поселенцами стали выходцы из Франции в XVII веке, но затем страна стала британской колонией и получила независимость в XX веке. На историю Канады оказывали влияние её жители, география и отношения с окружающим миром.

## Ранний период
В течение тысячелетий территория Канады была заселена индейскими племенами, которые иногда называют «коренными народами» или «первыми народами» (англ. First Nations).
Практически нет письменных источников по истории Канады до прибытия европейцев, но археологические данные проливают свет на историю данного периода. Первые поселения человека на территории Канады были датированы периодом примерно 24 тысяч лет до н. э. на севере Юкона (см. Пещеры Блуфиш) и 9500 лет до н. э. на юге Онтарио. На острове Калверт люди появились в период от 13 317 до 12 633 л. н., о чём свидетельствуют отпечатки 29 человеческих следов, найденные при раскопках в глинистых отложениях острова. Таким образом, некоторые регионы Канады были обитаемы индейцами и инуитами с незапамятных времён. Группы людей оказались на территории Канады в результате миграции с Аляски и Восточной Сибири. Оценки антропологами населения Северной Америки в тот период колеблются от двух до 18 млн человек. Большинство историков сходятся на нижней планке в три миллиона. Достоинство этой гипотезы в том, что она оценивает население Северной Америки примерно в 1,7 млн, а население Канады менее чем в 300 тыс. жителей, а население территории США в тот период составляло около миллиона.
Коренные жители Канады занимались в основном охотой и рыбной ловлей. Каждый отдельный регион имел свои культурные и языковые особенности, связанные с местом их обитания. Анимизм был основой религиозных верований среди местных жителей того периода.

## Начало европейской колонизации
Считается, что первыми европейцами, ступившими на канадскую землю (остров Ньюфаундленд) около 1000 года, были исландские викинги. Однако они не смогли колонизовать страну, прозванную ими Винландией. Методом дендрохронологии определили, что деревянные предметы, найденные в Л’Анс-о-Медоуз, были сделаны из деревьев, срубленных в 1021 году
В XV веке баски занимались рыбной ловлей и китобойным промыслом в прибрежных водах, они основали 9 рыболовных аванпостов на Ньюфаундленде и Лабрадоре. Самым большим был пост Ред-Бэй с населением 900 человек. Европейские рыболовы, главным образом португальцы и испанцы, часто заплывали в прибрежные воды Ньюфаундленда в поисках рыбы. Английское и французское правительство посылали исследовательские экспедиции в Северную Америку (Джена Денис, Томас Оберт), чтобы разведать путь в Индию и картографировать рыболовные зоны в Заливе Святого Лаврентия. Французы первыми основали постоянные поселения в Канаде.

### Жизнь индейцев со времени прибытия европейцев
Со времени прибытия европейцев в XVI веке местные племена представляли собой разрозненные народности. В ходу было множество языков, не было никаких связующих факторов. Самыми распространёнными были алгонкинский и атабаскский языки. Племена занимались в основном охотой и кочевали вслед за стадами оленей. Однако некоторые племена занимались земледелием и в гораздо меньшей степени зависели от природы. Это были самые развитые племена гуронов и ирокезов, живших на территории, ныне входящей в штат Нью-Йорк. Гуроны и ирокезы выращивали кукурузу, фасоль, тыкву, подсолнечник и табак, также занимались охотой и войной. Иногда они строили временные поселения, где накапливали запасы продовольствия. Когда лес становился слишком редким или почвы истощались, они передвигались на другое место.
На западном побережье были найдены племена, которые вели более-менее оседлый образ жизни с большой ролью сельского хозяйства. Некоторые племена западного побережья предпринимали сезонные миграции для охоты и рыбной ловли (лосось, белый палтус, сельдь), а также охоты на тюленей. Они строили временные поселения из круглых брёвен, были сгруппированы в кланы и фратрии внутри племени. Религиозные церемонии и социальные процессы занимали важное место в жизни этих племён.
Кочевые племена были, как правило, менее организованными, за исключением племён, обитавших в Скалистых горах или на внутренних плато, организованных так же, как племена западного побережья. Народности лесной зоны (микмаки, монтаньяры, наскапи, оджибве и кри), которые говорили на алгонкинских языках, следовали за дичью и организовались в более-менее многочисленные группы, управлялись вождями, не имевшими больших полномочий.
Индейцы прерий часто заключали союзы для общей охоты на бизонов. Зимой племена распадались на мелкие группы, летом собирались снова, чтобы вместе преследовать стада бизонов. Деятельностью этих племён управляли советы.
Племена Ньюфаундленда, беотуки, стали первыми племенами, вступившими в контакт с европейцами, прибывшими осваивать Америку. Именно отсюда пошло выражение «краснокожие», которым позже обозначали всех коренных жителей Северной Америки. Северные племена инуитов не вступали в контакт с европейцами до конца XIX — начала XX века, они стали известны под именем эскимосов.

### Первые исследователи

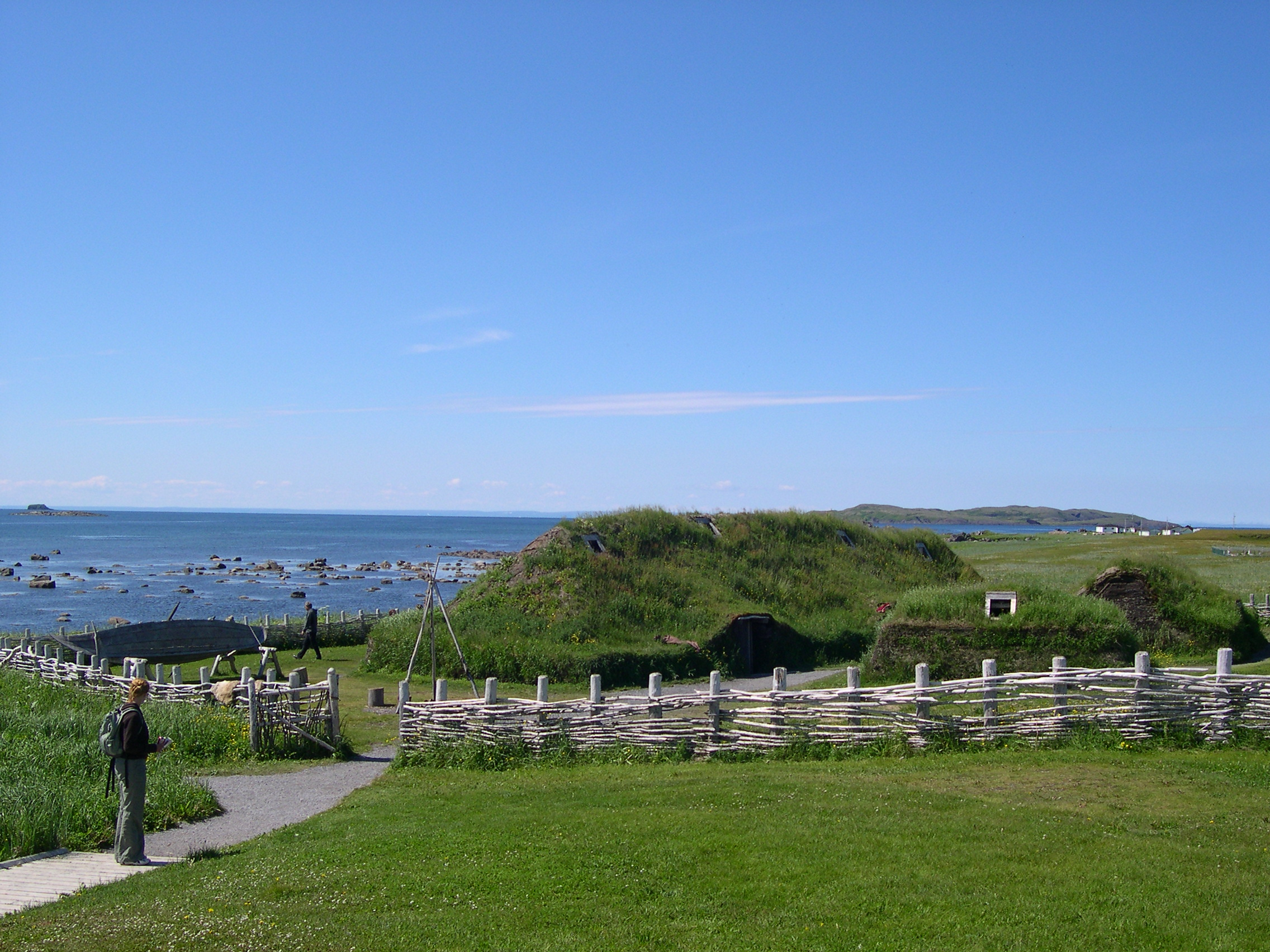
Поселение викингов Л'Анс-о-Медоуз

Первые европейцы прибывали на берега Лабрадора и Ньюфаундленда, это были викинги, норманны, и возможно баски. Исландский исследователь Лейф Эриксон, стал первым европейским исследователем, посетившим территорию современной Канады в 990 году; после него была сложена «Сага об Эрике Рыжем». Следы поселения, воздвигнутого Эриком и его людьми, были найдены в Л'Анс-о-Медоуз на острове Ньюфаундленд. С течением времени выяснилось, что баски в поисках трески могли доплывать до Ньюфаундленда.
Португальский исследователь Жоао Фернандо Лаврадор проплыл вдоль берега Лабрадора (названного позже его именем) и нанёс на карты берег, однако он не предпринимал попыток освоения этих земель. В середине XV века в сторону нынешней Канады ходил португалец Жуан Ваш Кортириал, который объявил об открытии «земли трески»; его исследования продолжили сыновья Мигель и Гашпар.
Венецианский исследователь Джованни Кабото (Джон Кэбот)  и его сын Себастьян в поисках Cеверо-западного прохода высадились на мысе Бонависта (Ньюфаундленд) в 1497 году по заданию английского короля Генриха VII. Эти исследования положили начало притязаниям Англии на канадскую территорию.
По следам Джона Кэбота англичанами предпринимались исследовательские экспедиции. В поисках Северо-западного прохода Мартин Фробишер в 1576 году исследовал арктический регион островов Баффина. Джон Дэвис исследовал тот же регион в 1585 году и открыл пролив, названный его именем. В 1579 году Фрэнсис Дрейк посетил остров Ванкувер (который сейчас входит в состав провинции Британская Колумбия) во время своего кругосветного путешествия. С тем же намерением — найти Северо-Западный проход — испанский мореплаватель Иоанн Фока в 1592 году исследовал берега Северной Америки от Мексики до юга острова Ванкувер. В конце концов, Генри Гудзон пытался обнаружить Северо-западный проход для британской Ост-Индской компании, и стал первым европейцем, исследовавшим Гудзонов залив в 1610 году (он перезимовал в регионе залива Джеймса).

## Новая Франция (1534—1763)

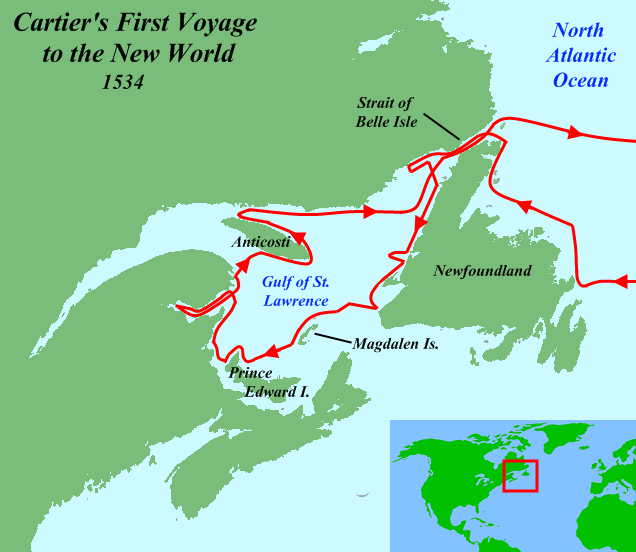
Первая экспедиция Жака Картье

Синим на карте отмечены французские колонии

В 1534 году Жак Картье высадился на полуострове Гаспе (ныне провинция Квебек) и водрузил крест в знак того, что эти земли отныне принадлежат французской короне. Во время своего следующего путешествия в 1535 году Картье поднялся по реке Святого Лаврентия до местечка Стадакона (город Квебек) и встретился с вождем ирокезов Доннаконой. Он обозначил территорию вокруг Стадаконы как «страна Канада», позже это имя стало обозначать долину реки Святого Лаврентия, а позже и всю Новую Францию. Затем французский исследователь поднялся до местечка Ошелага (нынешний Монреаль), где его дальнейшее продвижение было остановлено порогами Лашен. Во время своего третьего путешествия в 1541 году Картье исследовал долину реки Святого Лаврентия, основал форт Шарлебур-Рояль на реке Ка-Руж.
Между 1598 годом и 1603 годом Генрих IV присвоил Труалю де Ла Роше де Мегу титул генерал-лейтенанта Канады, Ньюфаундленда и Лабрадора, также был основан новый пост для дальнейшей колонизации с несколькими десятками поселенцев. Пост был построен на острове Сабль (современная Новая Шотландия). После многочисленных неудачных попыток колонизации (Новый Ангулем на Лонг-Айленде и Сен-Огюстен во Флориде) французам наконец удалось создать постоянное поселение в Тадуссаке в 1600 году. Затем Пьер Дюг де Мон основал Порт-Рояль в 1605 году, который стал первой столицей Акадии. 
В 1608 году был основан город Квебек, название которого происходило от алгонкинского термина, обозначавшего «место, где река сужается», город стал столицей Новой Франции, также называемой «Канада». Квебек стал первым постоянным французским городом в Северной Америке. Самюэль де Шамплен поднялся по реке до порогов Лашен и проплыл по реке Ришельё, там, где сейчас находится озеро Шамплен. Во время своего пребывания он наладил отличные отношения с племенами монтанье, алгонкинов и гуронов.

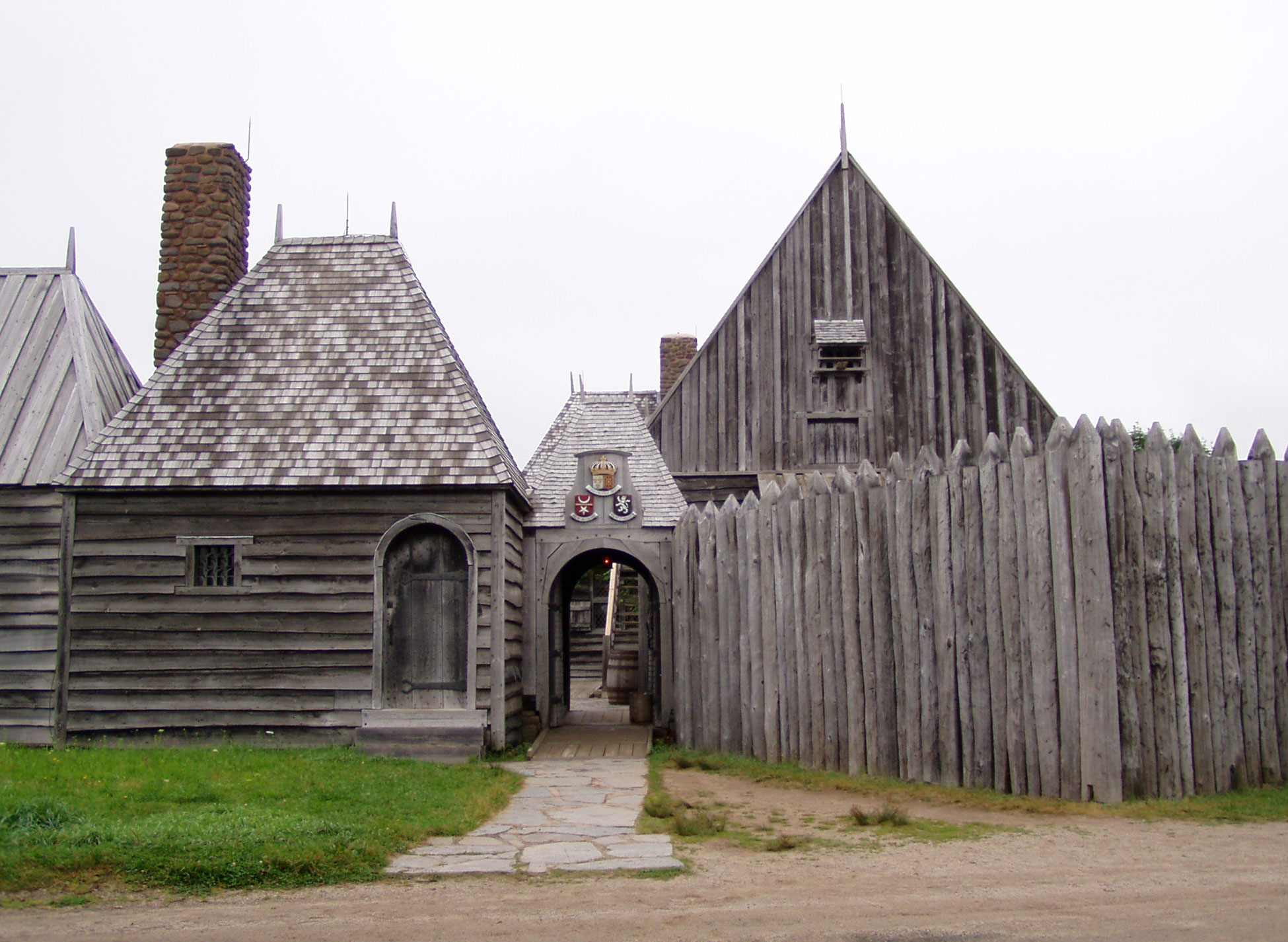
Дома, построенные Самюэлем де Шампленом в Порт-Рояле (реконструкция)

Первые католические миссионеры прибыли в Новую Францию в 1615 году и основали обитель на реке Сен-Шарль в 1620 году. Затем последовал долгий перерыв, и в 1670 году они обосновались в местности Нотр-Дам-Дез-Анж. В 1692 году Жан-Батист да ла Круа де Шеврир совместно с епископом Квебека основали больницу в вышеуказанном месте.
С целью обратить местных жителей в католичество в Новую Францию в 1625 году прибыли иезуиты. Они основали колледж Квебека, где обучались как французы, так и гуроны. Следуя своей цели обратить в христианство местные племена, иезуиты установили хорошие отношения с гуронами. Тем временем в 1648 году ирокезы, подстрекаемые англичанами, напали на гуронов и убили католических миссионеров.
Ньюфаундленд осваивали англичане. Хамфри Гилберт в 1583 году объявил Ньюфаундленд собственностью английской короны. Англичане безуспешно пытались основать колонии, в конце концов в 1637 году Ньюфаундленд был отдан во владение английскому авантюристу Дэвиду Кирку.

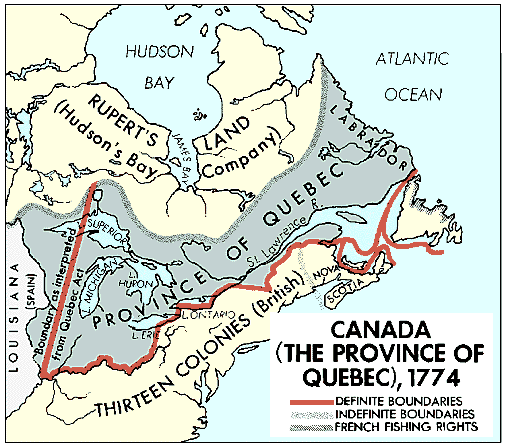
Территория Канады в конце XVIII века

## Начало британской колонизации
В 1610 году была основана колония Ньюфаундленд.
B 1621 году шотландец сэр Уильям Александер по указу короля Якова I получил в баронетство территорию между Новой Англией и Ньюфаундлендом и назвал её Nova Scotia, что в переводе с латинского означает Новая Шотландия. В 1629 году сын сэра Уильяма привёз 70 английских поселенцев в Порт-Ройял и основал форт Чарльз.
В 1670 году была основана Компания Гудзонова залива, которая осуществляла торговлю пушниной с местным индейским населением посредством факторий, некоторые из которых позже превратились в административные центры (Эдмонтон). Сфера влияния компании получила название Земля Руперта, из которой впоследствии образовалось несколько канадских провинций (Манитоба, Саскачеван, Альберта). 
В XVIII веке соперничество Британии и Франции резко обострилось, и в 1763 году после семилетней войны был заключён Парижский мирный договор, согласно которому Новая Франция перешла во владение Великобритании.

## Канада под британским владычеством (1763—1867)
Канада стала частью североамериканских колоний Великобритании, однако там вскоре началась война за независимость, которая привела к появлению Соединенных Штатов Америки. Территория Канады стала форпостом американской контрреволюции, здесь осели британские лоялисты, создавшие колонию Нью-Брансуик. В 1783 году Великобритания заключила Парижский мир, в ходе которого признала независимость США, оставив в сфере своего влияния территории к северу от Великих Озер. В 1791 году оставшийся под властью англичан Квебек был разделён на Нижнюю ("французскую") и Верхнюю Канаду. 

### Войны против США
Борцы за независимость американских колоний рассматривали Канаду как часть своего будущего государства, поэтому в 1775 году произошло Вторжение в Канаду, в ходе которого американский генерал Ричард Монтгомери захватил 13 ноября Монреаль. Однако англичане нанесли поражение Монтгомери и сохранили Квебек за собой. В 1783 году был заключён Парижский мир. В 1806 году основана Le Canadien, националистская газета Квебека.
В 1812 году началась Англо-американская война, в ходе которой англичане захватили Детройт. В 1814 году англичане в отместку за разорение Торонто сожгли Вашингтон. Но Гентский договор восстановил статус-кво.

### Восстания
Спецификой Канады был тот факт, что 3/4 ее населения были французы, которыми управляла английская колониальная администрация. Лишь в 1840 году Нижняя и Верхняя Канада были объединены в одну провинцию (Province of Canada) под управлением генерал-губернатора.

### Начало освоения западного побережья

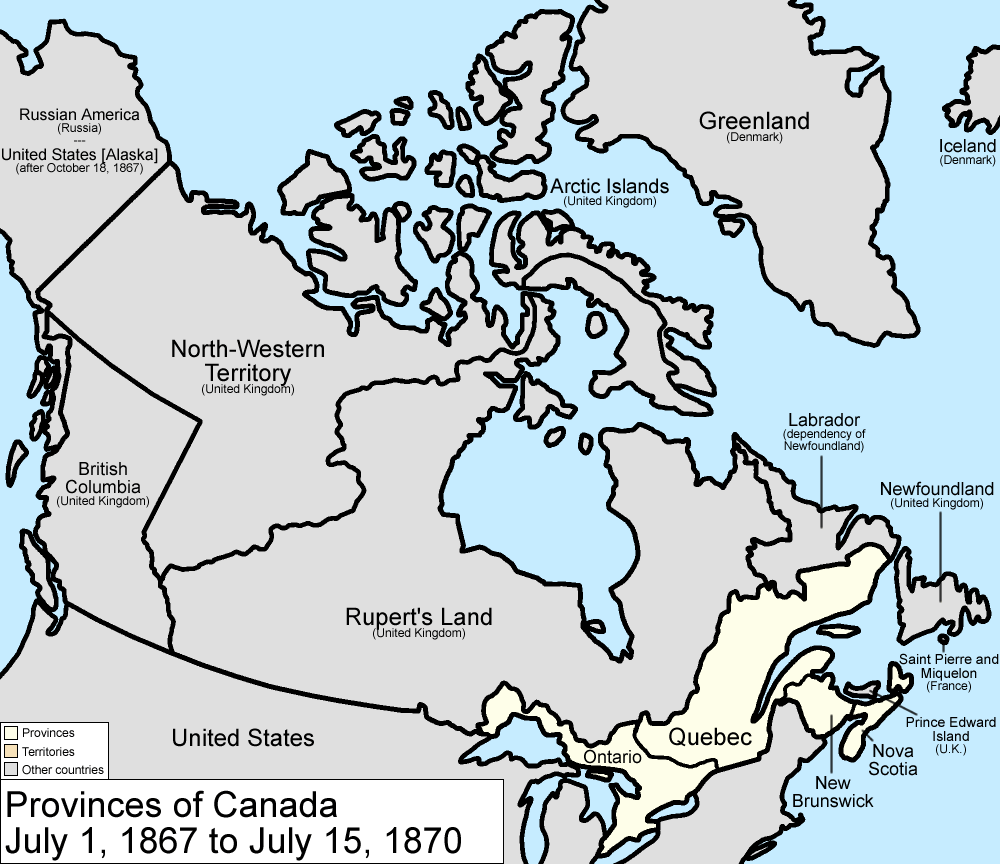
Канада в XIX веке

Джордж Ванкувер в 1791—1794 годах проплыл вдоль западного побережья Канады (впоследствии его именем назван остров Ванкувер) и положил начало освоению Орегонской земли. Александр Маккензи путешествовал от Большого Невольничьего озера вдоль реки Маккензи и достиг Северного Ледовитого океана в 1789 году. В 1793 году он пересёк континент по суше и достиг Тихого океана.
Англо-американская конвенция (1818) определила границу между США и Канадой вдоль 49-й параллели между Великими Озёрами и Скалистыми горами, а Орегонский договор (1846) продлил эту линию до Тихого океана.

## Канадская конфедерация
1 июля 1867 года Канада получила право формировать собственное правительство, не выходя из состава Британской империи. Канада фактически получила независимость и приняла название Доминион Канада, куда входили Квебек, Онтарио, Новая Шотландия и Нью-Брансуик. Поначалу в федерацию не входили острова Ньюфаундленд и Принца Эдварда. Первым премьер-министром Канады стал Сэр Джон Александер Макдональд.

### Столкновения с метисами и индейцами
Экспансия Канадского доминиона на запад привела к столкновению с франко-индейскими метисами, которых возглавил Луи Риль. В результате в 1870 году на Земле Руперта была образована провинция Манитоба, став 5-й провинцией Канады. Однако ряд метисов бежали на запад, образовав Саскачеван.

### Освоение Запада
В 1871 к Канадской федерации присоединилась Британская Колумбия. В 1881 году началось строительство железной дороги до Ванкувера. В 1898 году была образована территория Юкон. В 1905 г. из бывших земель компании Гудзонов залив были сформированы провинции Саскачеван и Альберта. 16 августа 1896 году на берегах реки Клондайк разгорелась «Клондайкская золотая лихорадка», самая известная и самая яростная золотая лихорадка за всю историю Канады. Для поддержания порядка на этих территориях была создана Северо-Западная конная полиция.

## Мировые войны и межвоенные годы
Во время Первой мировой войны франкофоны активно выступали против призыва в канадскую армию, мотивируя это нежеланием умирать за интересы Британии и недостатком франкоязычных воинских формирований. Канадские войска прославились в двух главных сражениях – при Ипре (1917) и при Вими Ридж (1915). К моменту подписания мирного договора 11 ноября 1918 г. 175 000 канадцев были ранены, и 60 000 погибли за Британию.
Независимость Канады официально была утверждена в 1931 г. при подписании Вестминстерского статута, который предоставил Канаде политическую независимость от Великобритании и учредил союз суверенных наций под единой короной.
В годы правления либерала У. Лайона Макензи Кинга начинается реализация политики социального государства в Канаде.
За время Второй мировой войны было убито 45 000 канадцев. На территории провинции Манитоба располагался лагерь для военнопленных вермахта (на 450 человек), захваченных после их поражения в Северной Африке.

## Послевоенный период
После Второй мировой войны усилилось влияние США на экономику и политику Канады (при одновременном ослаблении английских позиций). Попытки премьер-министра консерватора Дж. Дифенбейкера вести независимую от США политику оказались безуспешными. Лишь со второй половины 1960-х годов, во время премьерства либералов Лестера Пирсона и Пьера Трюдо, наметился поворот в сторону независимого политического курса.
Во второй половине XX века население Канады продолжало стремительно расти. Если в 1951 году это было 16 миллионов, то 10 лет спустя, к 1961 году -18 миллионов.
В 1960—1970-х годах обострилась внутренняя борьба по вопросу положения франко-канадцев.
В 1982 году вступила в силу новая конституция Канады; её не признает Квебек, добивающийся особого статуса.
Консервативное правительство Стивена Харпера, пришедшее к власти в результате выборов 2006 г., резко сократило иммиграционные квоты и повысило требования к иммигрантам. Такая политика привела к поляризации канадского общества: большинство, недовольное чрезмерными социальными расходами на иммигрантов, поддержало эти меры, в то же время такая политика вызвала резкое недовольство иммигрантов и жителей крупных городов.
В результате парламентских выборов 2011 г. консерваторы получили абсолютное большинство в Парламенте, а главной оппозиционной партией впервые в истории стала Новая демократическая партия. Напротив, две старые влиятельные партии — либералы и Квебекский блок — потерпели сокрушительное поражение, их представительство в парламенте уменьшилось до нескольких человек.